# Phil Spalding
Pour les articles homonymes, voir Spalding.
 (janvier 2021).
Si vous disposez d'ouvrages ou d'articles de référence ou si vous connaissez des sites web de qualité traitant du thème abordé ici, merci de compléter l'article en donnant les références utiles à sa vérifiabilité et en les liant à la section « Notes et références ».
Philip Trevor Spalding, dit Phil Spalding (né le 19 novembre 1957 à Londres (Angleterre) et mort le 5 février 2023), est un bassiste britannique.
Il est surtout connu comme musicien de session, il a joué et est apparu avec des artistes tels que Mick Jagger, Seal, Orchestral Manœuvres in the Dark, Elton John, Mike Oldfield et Randy Crawford. Il a aussi fait partie du groupe GTR avec les guitaristes Steve Hackett et Steve Howe.

## Biographie
À un âge précoce, Phil Spalding est un modèle d'enfant à succès et apparaît dans une publicité télévisée pour Smiths Crisps. Il est opérateur informatique pour une banque, avant de rejoindre le guitariste irlandais Bernie Tormé en 1976. Plus tard, il rejoint Original Mirrors avant de commencer une collaboration avec Toyah Willcox en décembre 1980 jusqu'en 1983. Depuis, il a joué avec GTR et Mike Oldfield, et est apparu sur des albums de Michel Polnareff, Axel Bauer, Suggs, Robbie Williams et Kylie Minogue.
Phil Spalding a également enregistré toutes les pistes de basse sur l'album studio de la bande originale du Roi Lion[réf. souhaitée].
En tant que personne autrefois touchée par l'hépatite C, il apparaît sur BBC Oxford le 28 juillet 2008 pour promouvoir un essai de vaccin contre la maladie[réf. souhaitée]. Phil Spalding a lance un groupe de soutien aux patients appelé Help C Positive à Swindon et travaille avec l'organisme caritatif Liver4Life pour sensibiliser à l'hépatite C.
En février 2012, il rejoint le groupe de Simon Townshend pour la tournée britannique Secret Weapon à l'appui de l'album Looking Out, Looking In[réf. souhaitée].
Il joue de la basse avec The Who lors de leur concert acoustique promotionnel à Pryzm à Kingston (Londres) le 12 février 2020.
Il est franc-maçon et est membre du Westminster City School Lodge no. 4305[réf. souhaitée].

## Discographie

### Original Mirrors
- Original Mirrors (1980)
- Heart-Twango & Raw-Beat (1981)
- Heartbeat - the Best of the Original Mirrors (1996) - Compilation.

### Toyah Willcox
- Anthem (1981)
- The Changeling (1982)
- Warrior Rock: Toyah on Tour (1982) - Live.
- Love Is the Law (1983) - Joue sur 5 chansons.
- Toyah! Toyah! Toyah! (1984) - Compilation.
- Mayhem (1985) - Compilation.

### Bernie Tormé
- Weeken/Secret Service/All Night/Instant Impact (1979) - Extended Play.
- Turn Out The Lights (1982)
- Punk or What (1998) - Archives de 1977-79.
- Flowers & Dirt (2014)
- Blackheart (2015)
- Dublin Cowboy (2017)

### Mike Oldfield
- Crises (1983) - Joue sur Crises et  Moonlight Shadow.
- Islands (1987)
- Earth Moving (1989) - Joue sur Bridge to Paradise, See the Light et Holy, en plus de faire les chœurs.

### GTR
- GTR (1986)
- King Biscuit Flower Hour Presents GTR (1997)

### Matthew Sweet
- Inside (1986)

### Terence Trent D'Arby
- Introducing the Hardline According to Terence Trent D'Arby (1987)

### Michel Polnareff
- Kāma-Sūtra (1990) - Guitare et basse. Avec Mike Oldfield à la guitare solo.

### Tashan
- Love is Forever/Single and Lonely (1993) - Single.
- For the sake of Love (1993) - Guitare et chœurs sur 7 chansons.

### Axel Bauer
- Sentinelles (1991)

### Elton John
- Duets (1993)

### Roger Taylor
- Happiness? (1994)

### Ray Charles
- Strong Love Affair (1996)

### Orchestral Manœuvres in the Dark
- Universal (1996) - Joue sur 5 chansons.

### Judie Tzuke
- Under the Angels (1996)

### Joe Cocker
- Across from Midnight (1997)

### Randy Crawford
- Play Mode (2000)

### Robbie Williams
- Sing When You're Winning (2000) - Basse sur 3 chansons.
- Escapology (2002)

### Mick Jagger
- Goddess in the Doorway (2001)

### Melanie C
- Reason (2003)

### Skin
- Fleshwounds (2003)

### Delta Goodrem
- Mistaken Identity (2004)

### Beverley Knight
- Affirmation (2004)

### Geri Halliwell
- Passion (2005)